# ولاد عطية الملالكة (البدور الشمالية)
ولاد عطية الملالكة هو دُوَّار يقع بجماعة سيدي اليماني، عمالة طنجة أصيلة، جهة طنجة تطوان الحسيمة في المملكة المغربية. ينتمي الدوّار لمشيخة البدور الشمالية التي تضم 6 دواوير. يقدر عدد سكانه بـ 210 نسمة حسب الإحصاء الرسمي للسكان والسكنى لسنة 2004.

## روابط خارجية
- البوابة الوطنية للجماعات الترابية
- المندوبية السامية للتخطيط